# Leporidae
Los lepóridos (Leporidae, del latín lepus, liebre), conocidos vulgarmente como conejos y liebres, son una familia de mamíferos lagomorfos que engloba a una cincuentena de especies agrupadas en 11 géneros vivos.

## Nombre común
El nombre común conejo designa normalmente a cualquiera de las especies de la familia, con excepción de las del género Lepus, a las que se conoce como liebres; este género se caracteriza por la precocidad de las crías, que son capaces de correr y alimentarse por sí mismas desde el momento del nacimiento, tienen las orejas y ojos más desarrollados, son más veloces en la carrera (algunas especies llegan a los 70 km/h), no construyen madrigueras sino simples encamamientos en hondonadas del terreno, y paren crías provistas de pelo y con los ojos abiertos. Las especies del género Pronolagus son llamadas indistintamente liebres o conejos.

## Anatomía
Poseen una conformación atlética, con las extremidades posteriores robustas, muy fuertes, que les permite impulsarse con velocidad realizando saltos y acrobacias impresionantes, su esqueleto es fino y frágil a los golpes, palpándoles el dorso se puede apreciar las apófisis espinosas, el rabo suele tener la zona ventral más clara que el resto del cuerpo siendo capaces de comunicarse con rápidos movimientos de esta.
Las extremidades anteriores son más finas. Le sirven en la huida ya que gracias a ellas realizan cambios bruscos de dirección. La cabeza está caracterizada por dos orejas largas, dos filas de incisivos (de ahí que pertenezcan a los lagomorfos), y en los ojos poseen un tercer párpado semitransparente que en las peleas de los machos por el apareamiento impide la entrada de arena o lesiones en la pupila. El pelo es fino y sedoso, de longitud variable.
Los lepóridos habitan todo el mundo salvo algunas islas oceánicas y la Antártida, y son una plaga alóctona en Australia, Nueva Zelanda y otros lugares. Son animales herbívoros de gran plasticidad ecológica y que se reproducen a gran velocidad, por lo que son una pieza cinegética común en todo el globo y la presa habitual de muchos mamíferos carnívoros (linces, lobos, zorros, mustélidos, osos, así como de varias águilas).
Sólo una especie ha sido domesticada, el conejo común o europeo (Oryctolagus cuniculus), de domesticación reciente con respecto al resto de animales domésticos. Las razas de conejos se han modificado en virtud de 4 características, pelo, piel, carne y compañía o exhibición.
Junto con las picas (Ochotonidae), los lepóridos conforman el orden de los lagomorfos y se unen a los roedores en el superorden de los Glires.

## Los conejos en la cultura y la literatura
Los conejos son usualmente un símbolo de fertilidad por su gran capacidad reproductiva y por el mismo motivo, representan también la Pascua, época en que se inicia la primavera en el hemisferio norte, y la naturaleza se vuelve fecunda.  El papel del conejo Lapin como animal de presa también se presta como símbolo de la inocencia, ya que es un animal que no parece tener intención de herir a nadie. También es usado como un símbolo de sexualidad debido a su aspecto de inocencia y su fama de animal prolífico. Está arqueotipado popularmente como un animal que usa su astucia para burlar a sus enemigos. Un ejemplo de esto es el personaje de dibujos animados Bugs Bunny.
Conejos antropomorfos han aparecido regularmente en el cine y la literatura, algunos ejemplos son el conejo blanco de Alicia en el país de las maravillas, la colina de Watership de Richard Adams, y en varios trabajos de Beatrix Potter como The Tale of Peter Rabbit.
Ha existido la extraña creencia de que si un conejo era inyectado con orina de una mujer embarazada este moría, creencia es claramente falsa, pero en 1920 se descubrió que si se le inyecta con orina que contenga gonadotropina coriónica humana (GCH), una hormona encontrada en la orina de las mujeres embarazadas, el conejo sufre cambios ováricos, el conejo tiene que ser sacrificado para comprobar el estado de los ovarios, pero la muerte no es indicador de los resultados. Recientes avances permiten a los técnicos inspeccionar los ovarios sin necesidad de matar al conejo.
En los cuentos populares asiáticos los conejos vivían en la luna, esta tradición proviene de la interpretación de la forma de las manchas oscuras en la luna como un conejo puesto de puntillas trabajando en un recipiente. Sin embargo, en qué está trabajando deriva de un pueblo asiático a otro. Por ejemplo en China se dice que el conejo de la luna está creando medicinas mágicas mientras que en Japón se dice que el conejo está haciendo mochi, una golosina hecha de masa de arroz molido. De manera similar, diversos cuentos populares y leyendas mexicanos hacen mención del conejo de la luna, aunque no en todos los pueblos mesoamericanos el papel del conejo fue el mismo. Entre los mexicas el dios menor Ometochtli estaba asociado con la luna, como con la fertilidad, la ebriedad y la sexualidad.
El nombre del país España, proviene de los conejos. Cuando llegaron los fenicios a la península ibérica, la llamaron "Span" tierra de conejos. A lo largo de los siglos y por derivación llegó a lo que es hoy en día el nombre de España.

## Taxonomía
Se reconocen los siguientes géneros:
- Familia Leporidae Fischer de Waldheim, 1817
  - Subfamilia † Archaeolaginae
    - Género †Archaeolagus Dice, 1917
    - Género †Hypolagus Dice, 1917
    - Género †Notolagus Wilson, 1938
    - Género †Panolax Cope, 1874

  - Subfamilia Leporinae Trouessart, 1880
    - Género †Alilepus Dice, 1931
    - Género Brachylagus
    - Género Bunolagus
    - Género Caprolagus Blyth, 1845
    - Género Lepus Linnaeus, 1758
    - Género Nesolagus Forsyth Major, 1899
    - Género †Nuralagus Lilljeborg, 1874
    - Género Oryctolagus Lilljeborg, 1874
    - Género Pentalagus Lyon, 1904
    - Género †Pliolagus Kormos, 1934
    - Género †Pliosiwalagus Patnaik, 2001
    - Género Poelagus
    - Género †Pratilepus Hibbard, 1939
    - Género Pronolagus Lyon, 1904
    - Género Romerolagus Merriam, 1896
    - Género †Serengetilagus Dietrich, 1941
    - Género Sylvilagus Gray, 1867

  - Subfamilia †Palaeolaginae Dice, 1929
    - Tribu †Dasyporcina Gray, 1825
      - Género †Agispelagus Argyropulo, 1939
      - Género †Aluralagus Downey, 1968
      - Género †Austrolagomys Stromer, 1926
      - Género †Aztlanolagus Russell & Harris, 1986
      - Género †Chadrolagus Gawne, 1978
      - Género †Coelogenys Illiger, 1811
      - Género †Gobiolagus Burke, 1941
      - Género †Lagotherium Pictet, 1853
      - Género †Lepoides White, 1988
      - Género †Nekrolagus Hibbard, 1939
      - Género †Ordolagus de Muizon, 1977
      - Género †Paranotolagus Miller & Carranza-Castaneda, 1982
      - Género †Pewelagus White, 1984
      - Género †Pliopentalagus Gureev & Konkova, 1964
      - Género †Pronotolagus White, 1991
      - Género †Tachylagus Storer, 1992
      - Género †Trischizolagus Radulesco & Samson, 1967
      - Género †Veterilepus Radulesco & Samson, 1967

    - Tribu incertae sedis
      - Género †Limitolagus[3] Fostowicz-Frelik, 2013
      - Género †Litolagus Dawson, 1958
      - Género †Megalagus Walker, 1931
      - Género †Mytonolagus Burke, 1934
      - Género †Palaeolagus Leidy, 1856